# Alfonso I del Carretto

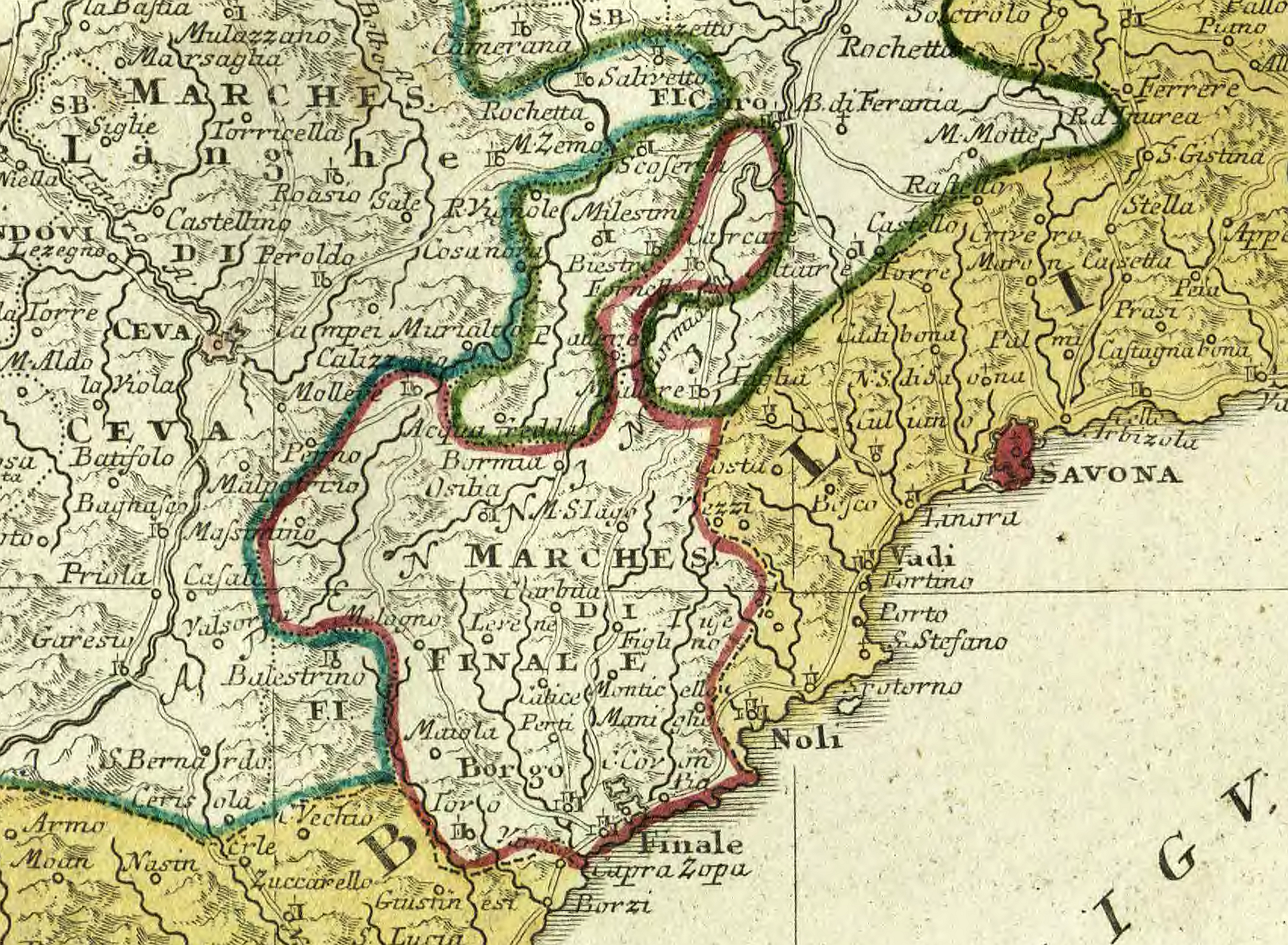
Il marchesato del Finale al XVIII secolo

Alfonso I del Carretto (Finale Ligure, 1457 – Finale Ligure, 1516) è stato un nobile italiano, marchese sovrano del Finale (1482-99, 1514-16) e vicario imperiale perpetuo (1496).

## Origine
Nacque a Finale nel 1457, figlio quintogenito di Giovanni I del Carretto, marchese sovrano del Finale, e di Viscontina Adorno. 

Fu battezzato con questo nome in onore del re Alfonso V d'Aragona, all'epoca alleato del padre contro Genova.

## Sovrano del Finale
Educato alla corte sforzesca di Milano, nel 1482, alla morte del fratello maggiore Galeotto II del Carretto (detto Biagio) fu richiamato a Finale dalla madre per assumere il governo del marchesato, secondo anche la precisa volontà di Ludovico il Moro. Ciò lo mise in contrasto con il fratello maggiore Carlo Domenico, all'epoca protonotario apostolico, che per tutta la vita, seppure tra alti e bassi, cercherà di riprendersi il possesso del feudo.
Gli inizi del suo dominio non furono facili, dovendo affrontare l'aperta ostilità dei Genovesi, ai quali il fratello Galeotto II aveva tolto anni prima il possesso della città di Noli; ciò lo portò a stringersi sempre più agli Sforza dei quali, nel 1484, si dichiarò vassallo per un terzo del marchesato e aderente per il rimanente. Questi legami con Milano furono rinsaldati ulteriormente nel 1485 con la concessione della cittadinanza milanese (e anche di tutte le altre città del ducato) e con il matrimonio con Bianca Simonetta (figlia di Angelo, segretario e consigliere ducale), vedova di Carlo Sforza, conte di Magenta (figlio naturale del duca Galeazzo Maria, e fratello di Caterina Sforza), la quale gli portò in dote alcune ricche tenute nella Campagna Sottana di Pavia e ad Osnago, in Brianza.

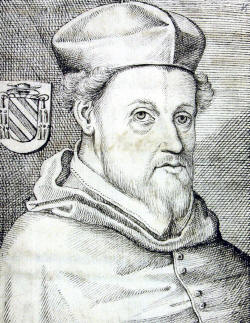
Ritratto del fratello Carlo Domenico del Carretto (1505)

I rapporti con Ludovico il Moro si guastarono nel 1486 quando questi, per ingraziarsi il cardinale Paolo Fregoso (il doge divenuto suo governatore a Genova), gli impose di restituire ai Genovesi la città di Noli. Alfonso, rimasto nel frattempo vedovo, decise di allentare la pesante tutela sforzesca, cercando sostegni altrove e si rivolse a papa Innocenzo VIII, allora in rotta con Milano. La cosa fu inizialmente osteggiata dallo Sforza, ma quando a Genova i Fregoso furono deposti e sostituiti dagli Adorno, anche i rapporti tra il marchese e Milano tornarono buoni, così che egli, il 16 novembre 1488, poté recarsi a Roma per sposare Peretta Usodimare, figlia del patrizio e banchiere genovese Gherardo Usodimare e di Teodorina Cybo (figlia naturale del papa) e all'epoca ancora bambina (poi risposata a Andrea Doria). Il matrimonio fu celebrato con grande fasto nei Palazzi Vaticani ed al pranzo di nozze partecipò il pontefice con numerosi cardinali, con grande scandalo dei Romani.
Rientrato a Finale, nel dicembre 1490 fece ritorno a Roma, chiamato da Innocenzo VIII, dove si trattenne fino alla morte del pontefice (1492), alloggiato all'interno del palazzo apostolico ed onorato tra i primi cortigiani della corte.
La scomparsa del suo protettore lo riportò in Liguria dove si distinse tra i più fedeli sostenitori degli Sforza che nel 1494 gli affidarono la soprintendenza di tutta la Riviera di Ponente. 

Fu in questo periodo che si riaccesero le discordie con i suoi fratelli e in particolare con Carlo Domenico, che godeva del sostegno di Luigi d'Orléans, futuro Luigi XII. Per tutelarsi, l'8 dicembre 1496 Alfonso ottenne dall'imperatore Massimiliano l'investitura di Finale e di tutti gli altri suoi possedimenti, con autorità di Conte palatino e titolo di Vicario imperiale perpetuo per sé ed i propri successori nei marchesati del Finale e di Clavesana, ovvero in tutti quei territori del Ponente ligure e delle Langhe posseduti dal lignaggio dei del Carretto.

## Deposizione
Con l'aiuto del duca Luigi d'Orléans, dei Fregoso e del cardinale Giuliano della Rovere (poi Giulio II), nel 1497 i suoi fratelli cercarono di togliergli lo stato, impadronendosi con le armi di vari castelli, che egli seppe però riconquistare grazie all'aiuto milanese e veneziano. 

Ciò lo mise in contrasto con il marchese del Monferrato, al quale appartenevano alcune delle terre da lui occupate e la controversia che ne nacque fornì il destro al duca d'Orléans, divenuto ormai re di Francia (come Luigi XII), per imporgli la loro restituzione al marchese suo protetto. 
Rimasto fedele fino all'ultimo a Ludovico il Moro, Alfonso respinse tutti i tentativi francesi di abbandonare la causa degli Sforza, ma quando Luigi XII conquistò la Lombardia egli si trovò da solo a fronteggiare i suoi nemici e nel novembre 1499 fu costretto a fuggire da Finale, dove si insediarono i suoi fratelli.

## Esilio
In cerca di aiuti per recuperare il proprio stato, agli inizi del cinquecento Alfonso si recò ad Innsbruck, residenza dell'imperatore Massimiliano I. Questi, non potendo farlo direttamente, lo affidò alla protezione di Ludovico il Moro, nel frattempo entrato in Lombardia con un esercito di mercenari svizzeri e tedeschi e, per meglio rendere effettivo tale legame, l'8 febbraio 1500 decretò l'unione del marchesato di Finale al Ducato di Milano.
Alfonso raggiunse lo Sforza a Milano e fu al suo fianco alla battaglia di Novara (8 aprile 1500), distinguendosi per un disperato tentativo di rompere l'accerchiamento francese alla testa di uno squadrone di uomini d'arme italiani, nel corso del quale fu fatto prigioniero.
Liberato grazie all'intercessione del cognato Gian Luigi Fieschi, si stabilì presso di lui a Chiavari, da dove questi esercitava per conto di Luigi XII il governo della Riviera di Levante. Su sua raccomandazione, nell'aprile 1501 entrò al servizio del Banco di San Giorgio, che gli affidò il compito di domare una ribellione della Corsica, guidata da Giovan Paolo da Leca. Nell'isola si trattenne fino all'estate, riportando modesti successi, ma nell'agosto, ammalatosi, fece ritorno in terraferma.
Ormai privato del feudo, che Luigi XII (e nel 1505 lo stesso Massimiliano) aveva assegnato al fratello Carlo Domenico, Alfonso cercò di riprenderlo con l'aiuto dei ribelli genovesi nel 1506, ma l'anno successivo fu costretto ad abbandonare nuovamente Finale. 

Si trasferì allora presso l'imperatore e, tra le file del suo esercito, partecipò alla guerra della lega di Cambrai contro Venezia, segnalandosi nell'assedio di Padova.

## Ritorno
La morte del fratello Carlo Domenico (14 agosto 1514) lo riportò finalmente a Finale dove riprese il potere. 

Morì nel 1516, lasciando il marchesato al figlio primogenito Giovanni II.

## Discendenza
Dal primo matrimonio con Bianca Simonetta non ha avuto figli.
Dal matrimonio con Peretta Usodimare ebbe:
- Giovanni II del Carretto (1502-1535), marchese sovrano del Finale. Sposò Ginevra Bentivoglio, figlia di Alessandro Bentivoglio, conte di Campagna, e Ippolita Sforza (figlia di Carlo Sforza e Bianca Simonetta, prima moglie di Alfonso).
- Benedetta del Carretto (1506-1551). Sposò il magnifico Francesco Spinola, patrizio genovese e signore di Garessio (fratello del cardinale Agostino Spinola), figlio del magnifico Giovanni Spinola, castellano di Todi, e Petruccia Riario, nipote di papa Sisto IV.
- Marcantonio del Carretto (1513- Legino 9 aprile 1578), adottato da Andrea Doria (secondo marito della madre): Carlo V diede assenso all'adozione con diploma datato 24 settembre 1533 e così assunse il cognome del Carretto Doria. Il padre adottivo, poi, gli fece donazione del principato di Melfi con atto rogato a Genova il 24 settembre 1533 (cui fu dato assenso regio con diploma datato Barcellona 27 maggio 1535, divenendo così 2º principe di Melfi. Alla morte del nipote Giovanni II (1535), divenne governatore per conto del pronipote Alfonso II, minorenne. Ebbe interessi nelle Langhe, tanto da acquistare da Carlo Balbis i feudi di Montezemolo e Priero il 20 settembre 1550, da lui poi dtenuti con il titolo di signore.[2] Fu anche ammiraglio del re di Spagna. Sposò in prime nozze Giovanna di Leyva, figlia di Antonio de Leyva, principe di Ascoli, e Castellana di Villaragut. Sposò in seconde nozze Vittoria Piccolomini, figlia di Alfonso II Piccolomini, duca di Amalfi, e Costanza d'Avalos. Dalle prime nozze ebbe due figlie: Zenobia (1541-1590), succedutagli nel principato di Melfi, e Costanza (1543-1595), sposata a Carlo de Lannoy, 3º principe di Sulmona e 2º conte di Venafro (1538-1566). Ebbe anche una figlia naturale, Caterina (1553-1591), sposata a Stefano Doria, 1º conte di Rocchetta e signore di Dolceacqua (1522-1580).